# Unión de Criadores de Toros de Lidia
La Real Unión de Criadores de Toros de Lidia conocida por las siglas UCTL, es una asociación ganadera española fundada en 1905 y que aglutina de forma mayoritaria a las ganaderías de toros de lidia de España, Francia y Portugal, constando con 347 explotaciones pecuarias registradas.

## Historia
Fue fundada en España  el  15 de abril del año 1905, por varias ganaderías de diferentes encastes, entre las más importantes se encontraban los Miura, Marqués de Albaserrada,  Veragua, Saltillo, Zalduendo, Pablo Romero, Palha , Pérez-Tabernero y Parladé teniendo actualmente más de treinta ganaderías inscritas de todo el mundo, incluyendo ganaderías francesas como la de Concha y Sierra, portuguesas como la de Murteira Grave y mexicanas como la de Piedras Negras. Entre los ganaderos más importantes fundadores se encontraban Antonio Rueda de Quintanilla, marqués del Saltillo, Hipólito de Queralt, marqués de Albaserrada, Jacinto Zalduendo, Enrique de Queralt, conde de Santa Coloma, Fernando Parladé, Fernando I. Pérez-Tabernero, Felipe de Pablo Romero, Cristóbal Colón de la Cerda, duque de Veragua, José Pereira Palha y Eduardo Miura, siendo el primer presidente Cristóbal Colón de la Cerda. Su primera asamblea tuvo lugar en Sevilla en mayo de 1905.
En 2022, el rey de España, Felipe VI, otorgó a esta institución el título de real, como reconocimiento de la institución monárquica a los criadores de toros de lidia y la labor de selección y mantenimiento de la especie del toro de lidia.

## Finalidad
Durante el año 2020, la Unión de Criadores de Toros de Lidia ha mantenido una política destinada a la promoción del campo bravo y a la defensa de los intereses ganaderos ante las consecuencias económicas de la pandemia del coronavirus en España, entendiendo que debido a la falta de espectáculos taurinos durante este año podrían llegar a verse amenazadas buena parte de estas explotaciones, temiendo la desaparición de un 30 a un 50 por ciento de las ganaderías bravas existentes.

### Estrategias de trabajo
La UCTL ha impulsado líneas de trabajo encaminadas a dar a conocer el modo de crianza del toro bravo y los valores éticos que existen:

#### Programas de divulgación
Por esta razón, los miembros de esta unión ganadera promovieron una exposición temporal en el Parlamento de Bruselas titulada El toro bravo: el guardián de la biodiversidad y que pudo contemplarse entre el 5 y el 8 de noviembre. En este itinerario divulgativo y cultural los organizadores dieron a conocer algunas de las líneas de trabajo que están desarrollando destinadas a dar a conocer el programa de cría del toro bravo según la normativa europea; la trazabilidad de la raza bovina de lidia; la importancia de la biodiversidad desde el punto de vista genético del toro bravo; el desarrollo de una política de economía sostenible a través de la comercialización de la carne de toro de lidia; así como las estrategias de difusión de la raza autóctona y la ganadería en extensivo sostenible.

#### Programas de desarrollo
La Unión de Criadores de Lidia es uno de los organismos impulsores de la creación de la Federación de Asociaciones Ganaderas de Lidia (FEDELIDIA) que tiene como objetivo principal divulgar el valor ecológico de la carne de toro de lidia e impulsar su comercialización en el mercado europeo.

### Unificación del sector
Ante los retos del contexto que se planteó con motivo de la crisis económica de 2020, derivada de las consecuencias de la pandemia por Covid-19 en España, la UCTL sugirió la posibilidad de unificar a todas las asociaciones ganaderas de bravo que existen para crear un frente común de actuación ante los retos económicos y políticos.

## Administración
Desde 2020, la UCTL está presidida por el ganadero Antonio Bañuelos que pasaba a sustituir en el cargo a Carlos Núñez. La nueva junta directiva la conformaban Juan Pedro Domecq Morenés, como vicepresidente; José Luis Iniesta, como tesorero; y los vocales Borja Domecq Noguera, Antonio Francisco Malta da Veiga, Ricardo del Río González, María del Pilar Martín Canto, Álvaro Martínez Conradi, Lucía Núñez Álvares y Rafael Iribarren Basaguren.

## Financiación
Con motivo de la crisis económica que se derivó de la pandemia del Covid-19 en España, los miembros de la Unión de Criadores de Toros de Lidia solicitaron adscribirse a las vías de financiación extraordinarias propuestas por el gobierno español en materia cultural, entendiendo que "la crianza del toro bravo está reconocida como Patrimonio Cultural y por tanto debe ser objeto de la misma consideración y tratamiento que el resto de actividades culturales".

## Ganaderías asociadas
La UCTL constituye la asociación mayoritaria de ganaderos de lidia, aglutinando un total de 347 explotaciones agropecuarias destinadas, entre otras actividades, a la cría del toro bravo.

## Publicaciones

### Monografías
- Estatutos de la Unión de Criadores de Toros de Lidia (1920).[13]
- Estatutos de la Unión de Criadores de Toros de Lidia (1925).[14]
- Registro de ganaderías (1932).[15]
- Estatutos de la Unión de Criadores de Toros de Lidia (1977), D.L. M40678-1977.[16]
- Memoria (1996), D.L. SE1002-1996.[17]

### Publicaciones en serie
- Temporada taurina de la Unión de Criadores de Toros de Lidia (1984-2011), ISSN 1888-2889.[18]
- Toro bravo (1995-2001), ISSN 2530-7800.[19]